# Ярское (Луганская область)
Ярское (укр. Ярське) — село в Меловском районе Луганской области Украины. Входит в Великоцкий сельский совет.

## История
В ходе Великой Отечественной войны с лета 1942 до начала 1943 года находилось под немецкой оккупацией.
Население по переписи 2001 года составляло 71 человек.

## Местный совет
92505, Луганська обл., Міловський р-н, с. Великоцьк, вул. Міловська, 15  (укр.)